# الکساندر استرلتسوف
الکساندر استرلتسوف (روسی: Александр Александрович Стрельцов؛ زادهٔ ۷ مارس ۱۹۷۵) ورزشکار دو و میدانی اهل سوئیس است. 

## حرفه
وی همچنین از ورزشکاران بابسلد در بازی‌های المپیک زمستانی ۲۰۰۲ بوده‌است.